# 芬蘭—意大利關係
芬蘭與意大利於1919年9月6日建立外交關係，芬蘭在羅馬設有大使館，意大利則在赫爾辛基設有大使館。兩國都是歐洲委員會，歐洲安全與合作組織和歐盟的正式成員。
根據兩國大使館表示，芬蘭和意大利之間的政治關係十分良好。

## 高級別訪問
2012年，意大利總理馬里奧·蒙蒂訪問赫爾辛基，與芬蘭總理于爾基·卡泰寧會面。
2019年，芬蘭外交部長蒂莫·索伊尼在羅馬會見了意大利外長恩佐·莫韋羅·米拉內西。 
2022年，芬蘭總理桑娜·馬林訪問羅馬，會見了意大利總理馬里奧·德拉吉。 在會議期間，意大利總理支持芬蘭和瑞典加入北約的決定。

## 貿易
2020年，芬蘭從意大利進口了價值1.16億歐元的商品，使意大利成為芬蘭第十大進口國。
2021年，意大利對芬蘭的出口貨物總價值為20億歐元，芬蘭對意大利的出口額為29億歐元。 意大利向芬蘭出口最多的貨物是機械和運輸設備（8.07億），化學物質（2.42億）和金屬（1.05億）。 從芬蘭到意大利出口最多的貨物分別是機械和運輸設備（15億），金屬（6.52億）以及紙張和紙板產品（2.59億）。

## 文化
芬蘭人每年有超過20萬次前往意大利。 據芬蘭駐羅馬大使館估計，在意大利永久居留的芬蘭人數量為4,000人。 在意大利，芬蘭語可以在博洛尼亞大學、佛羅倫薩大學和那不勒斯大學學習。 此外，芬蘭協會向所有人開放的芬蘭語課程。
羅馬的芬蘭研究所為芬蘭的學生和研究人員提供研究機會，課程和住所。 該研究所專注於古代和中世紀歷史，古典語言學，古典考古學和藝術史。
赫爾辛基的意大利文化學院提供意大利語課程、文化活動和材料，以促進芬蘭 - 意大利文化關係。

## 協議
芬蘭和意大利之間的協議包括
- 1925年貿易和海上協定（1950年修訂，1988年廢除某些規定）
- 1928年「婚姻狀況通知交換協議」
- 1930年原產地證書合法化的協議
- 1950年「相互廢除醫療和領事證書的協議」
- 1951年付款協議（1953年附加協議，1955年附加協議）
- 1954年關於移除入境郵票的協議（1958年修訂）
- 1962年實習生交換協議
- 1973年，關於互惠航空運輸中使用的飛機的海關清關和徵稅協定
- 1974年文化機構互惠稅收減免協議
- 1976年，文化與科學合作協定
- 1976年關於從芬蘭向意大利出口肉類的獸醫協議
- 1977年「國際公路貨物運輸協定」
- 1983年稅收公約
- 1985年航空運輸協定
- 1990年海關事務合作與互助協定
- 2008年「關於機密信息的相互保護協定」

## 另見
- 意大利外交